# Раменье (городской округ Шаховская)
Раменье — село в городском округе Шаховская Московской области. Население — 877 чел. (2010).
Село находится у реки Шерстня, на автодороге Р90 в 15 км езды от рабочего посёлка Шаховская, связано автобусным сообщением с селом Ивашково, посёлками Шаховская и Лотошино и городом Тверью. Соседние населённые пункты — деревни Пьянкино, Красное Заречье и Воскресенское.
В селе 14 улиц.

## История
Название села Раменье происходит от славянского слова «орамая» — пахотная земля.
Впервые село упоминается в духовном завещании Волоцкого князя Фёдора Борисовича, составленном около 1506 года накануне похода на Казань.
В начале XVII века это дворцовое село было разорено во время польско-литовского нашествия и стало пустошью.
До этого здесь числилось 3 места церковных, 17 мест дворовых келейных, 49 мест дворовых крестьянских тяглых и 17 мест бобыльских оброчных.
Разорённое Раменье приобрёл в дворцовом ведомстве в 1629 году стольник Василий Андреевич Колычев. Он заселил пустошь крестьянами, а в 1635 году возродил церковь Иоанна Предтечи.
В середине XVII века село перешло во владение князя Ивана Ивановича Лобанова-Ростовского, затем более ста лет принадлежало его наследникам. После его смерти в 1664 году селом владела вдова князя Фетинья Ивановна, его вторая жена с сыном Яковом, владевшим имением до 1732 года.
В 1715 году в селе Раменье ещё значилась деревянная Предтеченская церковь, а уже по документам 1735 года указана церковь «Обновления святаго храма Воскресения Христова, да предел Иоанна Предтечи, да другой предел Флора и Лавра; при той церкви колокольня деревянная».
В 1768 году село относилось к Хованскому стану Волоколамского уезда Московской губернии и было центром совместного владения князя Ивана Ивановича Лобанова-Ростовского и вдовы, графини Фетиньи Яковлевны Шереметевой. В селе было 45 дворов и 184 души. К церковной земле относилось 36 десятин 2164 сажени пашни и 1 десятина 240 саженей сенного покоса.
В 1795 году была построена двухкомплектная деревянная церковь во имя обновления Храма Воскресения Христова с приделами Иоанна Предтечи, Флора и Лавра, в приходе которой насчитывалось 432 двора, в том числе 2080 мужчин и 2288 женщин.
В середине XIX века село Раменье относилось ко 2-му стану Волоколамского уезда и принадлежало Федору Логгиновичу фон Бреверн и Наталье Петровне Глебовой-Стрешневой. Ввиду удачного расположения на Зубцовском тракте здесь по вторникам собирались базары. В селе было 38 дворов, 187 душ мужского пола и 209 душ женского.
В «Списке населённых мест» 1862 года — владельческое село 2-го стана Волоколамского уезда Московской губернии, на Зубцовском тракте, шедшем из села Ярополча, в 35 верстах от уездного города, при безымянном ручье, с 41 двором и 394 жителями (189 мужчин, 205 женщин).
Сын известного друга декабристов В. М. Шаховского Михаил, женившись в 1862 году на Евгении Фёдоровне Бреверн (дочери Федора Логгиновича и Натальи Петровны), становится владельцем не только огромного состояния жены, в том числе села Раменье, но и получает фамилию и герб рода Глебовых-Стрешневых.
В 1875 году здесь открылась земская больница на 10 коек, в 1883-м — земское училище.
В 1886 году в селе 56 дворов, 369 жителей, церковь, 2 лавки и кирпичный завод. Ярмарки проводились 24 июня и во вторник на сырной неделе.
По данным на 1890 год село входило в состав Кульпинской волости, число душ мужского пола составляло 189 человек, имелись земское училище и больница.
В 1871—1895 годах в редком для XIX века шатровом стиле была построена каменная церковь, сохранившаяся до наших дней.
В 1912 году в селе Раменье Кульпинской волости Волоколамского уезда насчитывалось 58 дворов. К тому времени здесь появились агроучасток и высшее начальное училище, для которого в 1913 году было построено отдельное каменное здание, сохранившееся до наших дней. Имелись также земская больница, казённая винная лавка, 3 чайных и 2 овощных лавки, имение княгини Е. Ф. Шаховской-Глебовой-Стрешневой. В эти времена также действовали в Раменье кредитное товарищество, потребительское общество, ссудно-сберегательная касса, была построена одна из лучших в Московской губернии ветеринарная лечебница.
Начато строительство шоссейной дороги Шаховская — Раменье протяженностью 8,5 верст. В ноябре 1916 года создается Раменский участок внешкольного образования, открываются библиотека, вечерние курсы для взрослых, драмкружок, Народный Дом.
Советский период истории села отмечен созданием в 1920 году одной из первых в уезде комсомольских ячеек. В 1924 году Раменье становится центром волости.
По материалам Всесоюзной переписи населения 1926 года — центр волости и Раменского сельсовета. В селе проживал 501 человек (219 мужчин и 282 женщины) в 137 хозяйствах (71 крестьянское). Имелись больница, агропункт, ветеринарная лечебница, библиотека и школа. В том же году в селе организовался молочный кооператив, а в 1928 году 6 крестьянских дворов объединились в товарищество по совместной обработке земли (ТОЗ).
С 1927 года, с утверждения Устава сельхозартели имени крейсера «Аврора», начинается более чем шестидесятипятилетняя история известного коллективного хозяйства, одним из первых председателей которого был Василий Иванович Терехин.
В 1937 году храм Рождества Иоанна Предтечи (Воскресения словущего) закрыли и приспособили под тракторную станцию, затем — под мастерские и котельную, которая была выведена из здания только в 2002 году.
В период немецко-фашистской оккупации практически все село было сожжено, разрушены школа, машинно-тракторная станция. Восстанавливать село помогали строительные бригады Раменского района Московской области.
Благодаря неутомимой работе председателя колхоза А. И. Кондратьева из небольшого по площади хозяйства колхоз превратился к 70-м годам в крупное сельскохозяйственное производство с крепкой материально-технической базой. На центральной усадьбе колхоза имени крейсера «Аврора» в 1966 году был открыт первый в области широкоформатный кинотеатр. На средства колхоза при А. И. Кондратьеве в селе Раменье был построен микрорайон из многоэтажных домов, средняя школа, дом быта, детский сад. Сейчас АО «Раменье», созданное в 1992 году, переживает трудный период.
В 1991 году храм передан верующим. Богослужения совершаются пока только в летнее время.
1994—2006 гг. — центр Раменского сельского округа.
2006—2015 гг. — центр сельского поселения Раменское.
2015 — н. в. — село городского округа Шаховская.

## Население
| 1852 | 1859 | 1926 | 2002 | 2006 | 2010 |
| ---- | ---- | ---- | ---- | ---- | ---- |
| 396  | ↘394 | ↗501 | ↗780 | ↗889 | ↘877 |